# Byron (Michigan)
Byron is een plaats (village) in de Amerikaanse staat Michigan, en valt bestuurlijk gezien onder Shiawassee County.

## Demografie
Bij de volkstelling in 2000 werd het aantal inwoners vastgesteld op 595.
In 2006 is het aantal inwoners door het United States Census Bureau geschat op 580, een daling van 15 (-2,5%).

## Geografie
Volgens het United States Census Bureau beslaat de plaats een oppervlakte van
1,9 km², geheel bestaande uit land. Byron ligt op ongeveer 257 m boven zeeniveau.

## Plaatsen in de nabije omgeving
De onderstaande figuur toont nabijgelegen plaatsen in een straal van 16 km rond Byron.